# Ismail Nasiruddin af Terengganu
Sultan Almarhum Sultan Sir Ismail Nasiruddin Shah ibni Almarhum Sultan Zainal Abidin III KCMG (1906 eller 1907 – 20. september 1979) var den fjerde Yang di-Pertuan Agong (groft sagt svarende til en konge (valgkonge)) af Malaysia. Han regerede fra den 21. september 1965 og til den 20. september 1970. 
Hans sønnesøn Mizan Zainal Abidin af Terengganu var valgkonge af Malaysia i 2006 – 2011.

## Sultan af Terengganu
Ismail Nasiruddin var den 15. sultan af Terengganu i 1945 – 1979.
I 1942 døde Sulaiman Badrul Alam Shah, der var den 13. sultan, af en blodforgiftning. Den japanske militæradministration indsatte i stedet Ali Shah (død 1996) som den 14. sultan af Terengganu. 
Der var utilfredshed med Ali Shah. Dels på grund af hans samarbejde med japanerne og dels fordi han forskød sin officielle gemalinde for i stedet at gifte sig med en tidligere prostitueret.
I november 1945 besluttede statsrådet  for Terengganu at afsætte Ali Shah som sultan. I stedet valgte rådet Ismail Nasiruddin. Han blev dog først almindeligt anerkendt i 1949. Indtil sin død den 17. maj 1996 fastholdt den afsatte Ali Shah sit krav på tronen. 
Efter Ismail Nasiruddin død blev hans søn Mahmud af Terengganu den 16. Sultan af Terengganu i 1979 – 1998. Derefter blev tronen overtaget af sønnesønnen Mizan Zainal Abidin af Terengganu, der er den 17. Sultan fra 1998.